# Theorikon
Theorikon (altgriechisch θεωρικόν; Plural θεωρικά Theorika) war ursprünglich eine staatliche Unterstützungsleistung, die zu Zeit des Perikles im 5. Jahrhundert v. Chr. als Schaugeld eingeführt wurde, um den Bürgern Athens den Besuch von Theateraufführungen zu ermöglichen. Die Leistung entwickelte sich weiter zu einer allgemeinen Zuwendung, für deren Bezug eine aktive Mitarbeit im Gemeinwesen Voraussetzung war.
Die bis heute grundlegende Untersuchung des Phänomens hat 1976 Paul Veyne vorgelegt:

„Auch die Zeitgenossen betrachteten das Theorikon als eine Form von öffentlicher Unterstützung. Wenn Demosthenes vom Theorikon spricht, verwendet er immer wieder Worte wie ‚bedürftige‘ oder ‚arme‘ Bürger. Das Theorikon brachte eine ausgedehnte Umverteilung der Einkünfte innerhalb der Bürgerschaft mit sich. Es handelte sich um einen Pakt, der die Demokratie ‚zementierte‘.
Die Reichen waren sich dessen durchaus bewußt und verkündeten in ihrer Wut, sie seien die wahren Armen. Xenophon tat sich bei diesem Thema besonders hervor. […]
Wenn man dem Volk Anwesenheitsvergütungen oder das Theorikon auszahlte, konnte man sich die dazu notwendigen Summen nur über die Einrichtung einer Kapitalsteuer verschaffen. Folglich fand sich eine Demokratie, die gemäßigt und dauerhaft sein sollte, zu folgendem Pakt bereit: die Reichen leisteten Beiträge zur öffentlichen Fürsorge und wurden dafür von den Liturgien befreit, die ebenso ruinös wie sinnlos waren. […]
Die Honoratioren mußten die Armen ernähren, Getreide und Fleisch an sie austeilen und ihnen sogar Feste ausrichten. Sie taten dies vermittels einer Art halbfreiwilliger Steuer.“

Im 4. Jahrhundert v. Chr. übernahm die zu seiner Verwaltung eingerichtete Behörde zeitweise (Eubulos, 354 bis 338 v. Chr.) die gesamte Verwaltung des Finanzwesens.